# Julia Jones
Julia Jones (Boston, 23 januari 1981) is een Amerikaanse actrice en model.

## Biografie
Jones is van Engelse, Indiaanse en Afro-Amerikaanse afkomst. Zij begon op vierjarige leeftijd al met het leren van ballet aan de Boston Ballet School en op achtjarige leeftijd begon zij met werken in tv-commercials en lokale theaters. Zij doorliep de high school aan de Boston Latin School in Boston en studeerde hierna af in Engels aan de Columbia-universiteit in New York. Naast het acteren is zij ook actief als model voor onder andere Levi's en L'Oréal.
Jones begon in 2003 met acteren in de film The Look, waarna zij nog meerdere rollen speelde in films en televisieseries.

## Filmografie

### Films
- 2020 Think Like a Dog - als agente Munoz
- 2020 Clover - als Virginia
- 2019 Cold Pursuit - als Aya
- 2018 Angelique's Isle - als Angelique
- 2017 High School Lover - als Samantha Winters
- 2017 Wind River - als Wilma Lambert
- 2016 Tao of Surfing - als Amber
- 2015 The Ridiculous 6 – als Smoking Fox
- 2013 The Thanksgiving House – als Victoria
- 2013 Winter in the Blood – als Agnes
- 2012 The Twilight Saga: Breaking Dawn Part 2 - als Leah Clearwater
- 2012 Missed Connections - als Tess Wright
- 2011 California Indian - als April Cordova
- 2011 The Twilight Saga: Breaking Dawn Part 1 – als Leah Clearwater
- 2010 The Twilight Saga: Eclipse – als Leah Clearwater
- 2010 Jonah Hex – als Cassie
- 2008 Three Priests – als Abby
- 2008 Hell Ride – als Cherokee Kisum
- 2004 Black Cloud – als Sammi
- 2003 The Look – als Gigi

### Televisieseries
Uitgezonderd eenmalige gastrollen.
- 2021-2022 The Ghost and Molly McGee - als miss Lightfoot (stem) - 4 afl.
- 2021-2022 Rutherford Falls - als Sally - 9 afl.
- 2021-2022 Dexter: New Blood - als Angela Bishop - 20 afl.
- 2019 Goliath - als Stephanie - 6 afl.
- 2018 Westworld - als Kohana - 2 afl.
- 2015 Longmire - als Gabriella Langton - 4 afl.
- 2008 ER – als dr. Kaya Montoya – 4 afl.

- Biblioteca Nacional de España: XX1100344
- Bibliothèque nationale de France: cb14109173j (data)
- International Standard Name Identifier: 0000 0000 5922 8027
- Library of Congress Control Number: no2015006785
- Nationale Bibliotheek van Tsjechië: xx0250249
- Nederlandse Thesaurus van Auteursnamen: 071947620
- Système universitaire de documentation: 133684415
- Virtual International Authority File: 14980043
- WorldCat: E39PBJpdMhH8mW7QVRdbwVTj4q